# Julius Löwenberg

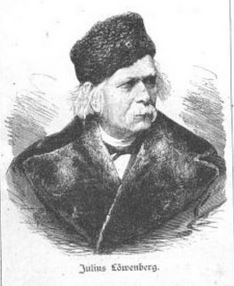
Julius Löwenberg

Julius Löwenberg (* 22. März 1800 in Strelno; † 12. Dezember 1893 in Berlin) war ein deutscher Geograph und Autor, Freund und Bibliograph Alexander von Humboldts.

## Leben
Julius Löwenberg besuchte die Talmudschule in Kleczewo und das Gymnasium in Thorn. Anschließend studierte er an der Universität Berlin Kirchengeschichte, christliche Dogmatik und Geographie bei Carl Ritter. Schon während des Studiums entfaltete er eine reiche schriftstellerische Tätigkeit, die sich durch seine freundschaftliche Beziehung zu Alexander von Humboldt immer mehr in Richtung Geographie entwickelte.
Im Rahmen von Karl Christian Bruhns’ Biographie über Alexander von Humboldt erstellte Löwenberg ein Schriftenverzeichnis sämtlicher Veröffentlichungen des berühmten Naturforschers.
In Leipzig wirkte Löwenberg maßgeblich an der Redaktion der wissenschaftlichen Humboldt-Biographie in drei Bänden mit und gab nach Oskar Peschels Tod dessen zerstreute Abhandlungen zur Erd- und Völkerkunde, ebenfalls in drei Bänden, heraus (Leipzig 1877–1879).
Er schrieb eine große Anzahl vor allem geographischer Bücher und Reisebeschreibungen und verfasste zahlreiche geographische und literarische Artikel für eine Reihe von Fachzeitschriften, Konversationslexika sowie für die Allgemeine Deutsche Biographie.
Seit 1889 verbrachte er, an einer ihn stark behindernden Augenerkrankung leidend, seinen Lebensabend in einem jüdischen Altenheim in Berlin.

## Schriften
- Historisch-geographischer Atlas zu den allgemeinen Geschichtswerken von C. v. Rotteck, Pölitz und Becker in 40 colorirten Karten. Verlag der Herder’schen Kunst- und Buchhandlung, Freiburg im Breisgau 1839, urn:nbn:de:gbv:9-g-188087.
- Geschichte der Geographie von den ältesten Zeiten bis auf die Gegenwart. Berlin 1866.
- Alexander von Humboldt : Bibliograph. Übersicht seiner Werke, Schriften u. zerstreuten Abhandlungen. In: Bruhns, Karl: Alexander von Humboldt. Eine wissenschaftliche Biographie. 3 Bde. Leipzig: Brockhaus 1872. [Löwenbergs Bibliographie ist Teil von Bd. 2, Digitalisat des MDZ]
- Oscar Peschel: Abhandlungen zur Erd- und Völkerkunde. Hrsg. von Julius Löwenberg, Leipzig 1877.
- Die Entdeckungs- und Forschungsreisen in den beiden Polarzonen. Leipzig, Wien, Prag 1886.